# アンドリュー・トムソン
アンドリュー・トムソン（Andrew Thomson、男性、1974年4月7日 - ）は、南アフリカ共和国のキックボクサー。東ケープ州イースト・ロンドン出身。
少年の頃からいくつものスポーツを行い、ボディビルと格闘技に興味を持っていた。そして、空手、キックボクシング、ムエタイ、カンフー、ボクシングを学んだ。学校を卒業すると南アフリカ共和国陸軍に入隊した。その後、ケープタウンに移り、スティーブ・カラコダが運営するスティーブスジムに入った。テコンドーを経験し、そのことからテコンドーモンスターとして恐れられる。ファイトスタイルがアグレッシブなので試合内容は勝敗共にKO決着が多い。
2001年の名古屋大会でシリル・アビディからKO勝ちを収め大波乱を起こした。1998年から2002年までK-1でファイトした。

## 戦績
| 勝敗 | 対戦相手                 | 試合結果                                | 大会名                                                | 開催年月日    |
| ×    | エロル・パリス           | 1R 2:59 KO（パンチ連打、2ノックダウン） | K-1 WORLD GP 2002 in LAS VEGAS 【1回戦】              | 2002年8月17日 |
| ×    | アレクセイ・イグナショフ | 1R 1:46 KO（左膝蹴り）                  | K-1 WORLD GP 2001 in NAGOYA 【準決勝】                | 2001年7月20日 |
| ○    | シリル・アビディ         | 1R 1:15 TKO（パンチ連打）               | K-1 WORLD GP 2001 in NAGOYA 【1回戦】                 | 2001年7月20日 |
| ×    | マイク・ベルナルド       | 1R 0:34 TKO（ドクターストップ）         | K-1 WORLD GP 2000 in FUKUOKA 【準決勝】               | 2000年10月9日 |
| ×    | ステファン・レコ         | 2R 1:50 KO（右ローキック）              | K-1 WORLD GP 2000 in FUKUOKA 【1回戦】                | 2000年10月9日 |
| ○    | ドノバン・ラブ           | 3R 0:16 KO                              | K-1 WORLD GP 2000 アフリカ地区世界予選大会 【決勝】   | 2000年9月3日  |
| ○    | ジョージ・イゴビ         | 1R 1:05 KO                              | K-1 WORLD GP 2000 アフリカ地区世界予選大会 【準決勝】 | 2000年9月3日  |
| ○    | ムワ・ジョージ           | 1R終了後 TKO                            | K-1 WORLD GP 2000 アフリカ地区世界予選大会 【1回戦】  | 2000年9月3日  |
| ×    | ピーター・アーツ         | 1R 0:55 KO                              | K-1 WORLD GP 〜ヨーロッパ&ロシア地区A予選             | 2000年5月12日 |
| ×    | タケル                   | 3R 1:20 KO（左膝蹴り）                  | K-1 RISING SUN '99                                    | 1999年2月3日  |
| ×    | マイク・ベルナルド       | 1R 3:03 TKO（右ストレート）             | K-1 BUSHIDO '98                                       | 1998年8月28日 |

## 獲得タイトル
- 南アフリカ共和国ムエタイスーパーヘビー級王座（1999年）
- K-1 WORLD GP 2000 〜アフリカ地区予選〜 優勝（2000年）
- K-1 WORLD GP 2001 世界地区予選 南アフリカ大会 優勝（2001年）
- K-1 WORLD GP 2002 世界地区予選 南アフリカ大会 優勝（2002年）